# デイヴィッド・メイ
デイヴィッド・メイ（David May, 1970年6月24日 - ）は、イングランドの元サッカー選手。ポジションはディフェンダー。

## 経歴

### ブラックバーン・ローヴァーズ
ブラックバーン・ローヴァーズFCの下部組織出身で1988-89シーズンにトップチームに昇格、当時は右サイドバックが本職だったがセンターバックとしてもプレーした。ブラックバーンでは100試合以上に出場し、1992年に創設されたプレミアリーグでは昇格組のブラックバーンのレギュラーに定着し4位フィニッシュに貢献、1993-94シーズンにはマンチェスター・ユナイテッドFCに次ぐ2位となった。プレミアリーグ昇格後のブラックバーンはケニー・ダルグリッシュ監督の下で積極補強を行っていたが、チームの中でレギュラーを守った。

### マンチェスター・ユナイテッド
1994年7月、マンチェスター・ユナイテッドFCに移籍金120万ポンドで加入したが、それは契約更新の交渉が決裂したことでブラックバーンでの直近数ヶ月に不満があったためであった。ユナイテッドのアレックス・ファーガソン監督はチームに追加のディフェンダーを求めて探していたが、特に当時のヨーロッパ大会における外国人枠に引っかからないイングランド人の選手が必要だった。またセンターバックはキャプテンのスティーヴ・ブルースが34歳でガリー・パリスターが30歳と、高齢化していたため将来性も重要だった。
右サイドバックのファーストチョイスだったポール・パーカーが負傷したため1シーズン目は右サイドバックとしての出場が多く、ブルースとパリスターの壁も高く本職のセンターバックとしてはほとんど出番がなかった。右サイドバックではパフォーマンスが上がらず、シーズン終盤にはガリー・ネヴィルが新たなファーストチョイスとなり、パーカーは翌シーズンもほとんど出場機会を得られなかったため退団した。
ユナイテッドはプレミアリーグで2位に終わり、古巣のブラックバーンが優勝した。
1995-96シーズン終盤になるとハムストリングを負傷したブルースに代わってチームに定着、最終節のミドルズブラFC戦で先制ゴールを決めた。ユナイテッドはこの試合で3-0と勝利し優勝を果たした。FAカップ1996 決勝のリヴァプールFC戦でも先発出場し勝利に貢献したが、ブルースはベンチ入りすらできなかった。
ブルースは間もなくバーミンガム・シティFCに移籍したため、1996-97シーズンではレギュラーとして40試合以上に出場、当初はパリスターとコンビを組んでいたが、1996年夏に加入したロニー・ヨンセンが代わってレギュラーに定着した。ユナイテッドはプレミアリーグを連覇、UEFAチャンピオンズリーグ準々決勝第1戦のFCポルト戦では先制ゴールを挙げ準決勝進出を果たした。活躍が評価されイングランド代表のメキシコ代表戦にも招集されたが、代表キャップを得ることはなかった。
1990年代の終わりに入るとヘニング・ベルグとヤープ・スタムが加入しウェズ・ブラウンも台頭したためトップチームでの出場機会は非常に少なくなった。しかし、1998-99シーズンにはプレミアリーグ、FAカップ、UEFAチャンピオンズリーグの三冠を目指す戦いの中で過密日程のローテーション要員として出場した。FAカップ1999 決勝でもスタムがUEFAチャンピオンズリーグ 1998-99 決勝のFCバイエルン・ミュンヘン戦に備えて欠場したため先発出場したバイエルン戦ではベンチ入りし、そのシーズンのチャンピオンズリーグで1分も出場しなかったにもかかわらず、優勝後のセレブレーションを率いた様子が有名になった。当時最高のストライカーの一人でありながら約20年のハイレベルなキャリアの中で1つしかトロフィーを獲得できなかったブラックバーン時代のチームメイト、アラン・シアラーを揶揄した「デイヴィッド・メイ、スーパースター！シアラーよりも多くのメダルを手に入れた！（英語: David May, superstar! Got more medals than Shearer!）」という有名なチャントが観衆によって作られた。
翌シーズン、ハダースフィールド・タウンFCにレンタル移籍し、ブルース監督の下でプレーした。しかし、デビュー戦で負傷し治療のためユナイテッドに復帰、その後もう3年在籍したが、負傷離脱が多く主にリザーブチームでプレーした。ユナイテッドでは最後の4シーズンでわずか12試合の出場に留まった。出場試合数が少なかったため、プレミアリーグで6度優勝したにもかかわらず、メダルを獲得したのはそのうち2度のみだった。ユナイテッドでの最後の試合は2002年12月3日、EFLカップのバーンリーFC戦だった。

### バーンリー
ユナイテッドとの契約が2003年夏に終了すると、無所属となり、ファーガソンの古くからの友人であり、脆弱だった守備陣の補強を求めていたスタン・ターネント監督のバーンリーFCに移籍した。2003年9月のストーク・シティFC戦では得点し2-1の勝利に貢献したが同月末のウィンブルドンFC戦では2枚目のイエローカードで退場処分となった。
2003年12月、練習中にターネント監督と口論になると頭突きをされたが後に和解した。2003-04シーズンはバーンリーで39試合に出場し、頻繁にチームキャプテンを務めた。

### ベイカップ・バラ
2004年11月、ノンリーグのベイカップ・バラFCに加入し、2006年に現役を引退した。